# Jan de Jong

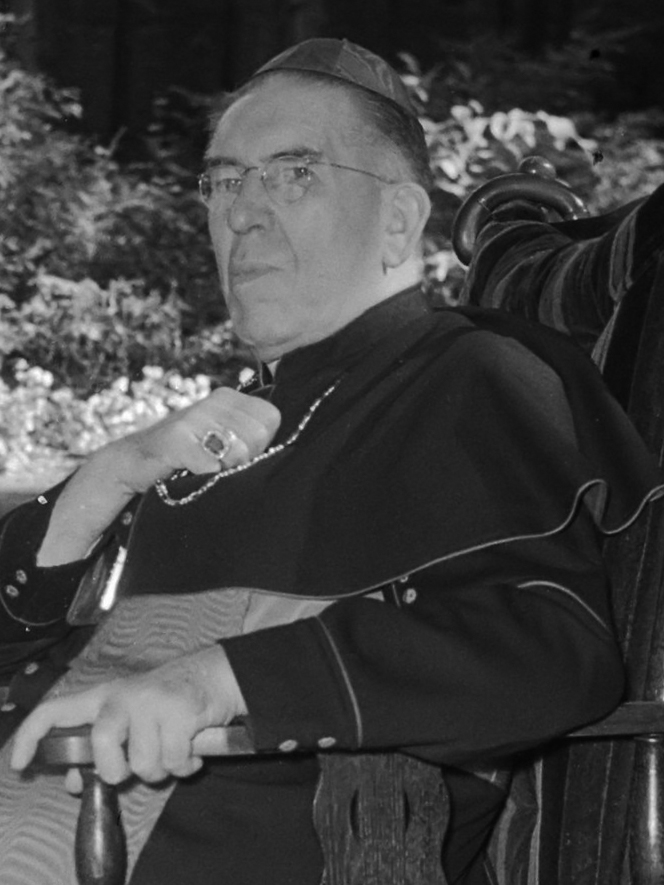
Jan Kardinal de Jong (1953)

Kardinalswappen

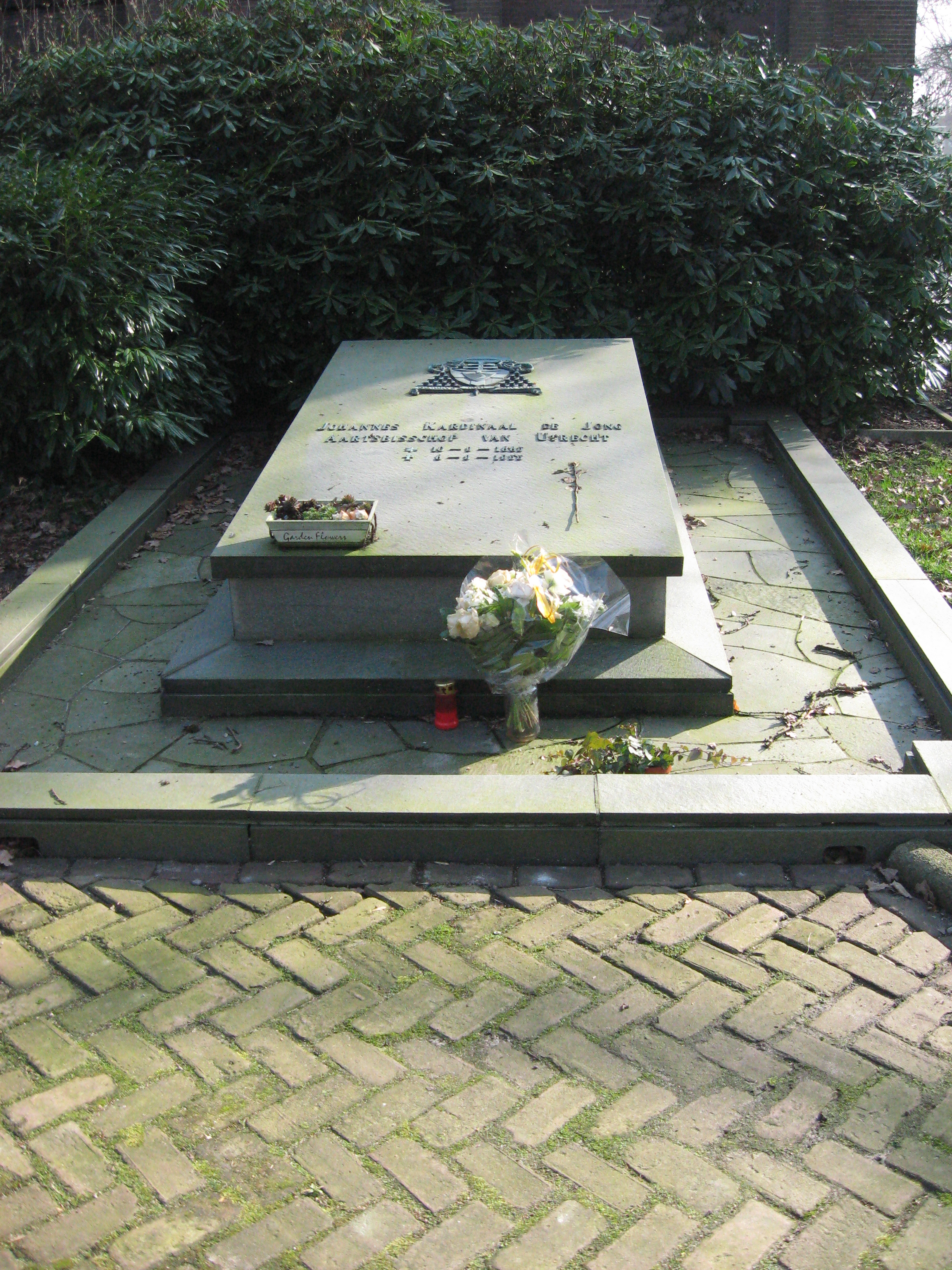
De Jongs Grab in Utrecht

Jan Kardinal de Jong, auch Johannes de Jong, (* 10. September 1885 in Nes, Niederlande; † 8. September 1955 in Amersfoort, Niederlande) war römisch-katholischer Erzbischof von Utrecht.

## Leben
Jan de Jong studierte in Rom die Fächer Katholische Theologie und Philosophie und empfing am 15. August 1908 das Sakrament der Priesterweihe. Nach weiterführenden Studien der Geschichte (Promotion zum Dr. phil. 1910) und der Kirchengeschichte (Promotion zum Dr. theol. 1911) arbeitete er von 1912 bis 1914 als Seelsorger in den Niederlanden. Von 1914 bis 1935 unterrichtete er Kirchengeschichte am Seminar von Rijsenburg, das er von 1931 bis 1935 als Rektor leitete. Er begründete das mehrbändige Handbuch der Kirchengeschichte (Handboek van de kerkengeschiedenis), deshalb auch als Kardinaal de Jong’s handboek van de kerkengeschiedenis bekannt.
1935 wurde Jan de Jong zum Titularerzbischof von Rhusium und Koadjutor im Erzbistum Utrecht ernannt. Die Bischofsweihe spendete ihm am 12. September 1935 der Bischof von Breda, Pieter Adriaan Willem Hopmans.
1936 wurde er Erzbischof von Utrecht. Während der Besetzung der Niederlande während des Zweiten Weltkrieges organisierte Erzbischof de Jong den kirchlichen Widerstand. Am 26. Juli 1942 veröffentlichte er einen Hirtenbrief gegen das Vorgehen der Deutschen gegen die Juden. Danach wurden 244 zum Katholizismus konvertierte ehemalige Juden, darunter auch Edith und Rosa Stein, am 2. August 1942 von der Gestapo verhaftet und in das Durchgangslager Westerbork gebracht. Erzbischof de Jong unterrichtete Papst Pius XII. über die Verbrechen an den Juden in den Niederlanden und versuchte, den Papst zu bewegen, die Judenvernichtung öffentlich und offen (nicht nur implizit) zu verurteilen. In einem Hirtenbrief vom 21. Februar 1943, der von allen Kanzeln der katholischen Kirchen verlesen wurde, protestierte er gegen Maßnahmen der deutschen Besatzer und der Nationaal-Socialistische Beweging in Nederland, u. a. die Zwangsrekrutierung von Niederländern zur Arbeit in Deutschland. Vorausgegangen war ein Brief vom 17. Februar 1943 an Arthur Seyß-Inquart, den „Reichskommissar für die Niederlande“, mit einem scharfen Protest gegen die Verfolgung und Ermordung der Juden.
Papst Pius XII. nahm ihn 1946 als Kardinalpriester mit der Titelkirche San Clemente in das Kardinalskollegium auf.
Jan de Jong starb am 8. September 1955 in Amersfoort und wurde auf dem Friedhof „Sint Barbara“ in Utrecht beigesetzt.
Am 19. September 2022 wurde de Jong postum als „Gerechter unter den Völkern“ geehrt. Die Jerusalemer Holocaustgedenkstätte Yad Vashem ehrte ihn für die Rettung von Juden während der NS-Zeit.